# Guatemala Future Series 2019
Die Guatemala Future Series 2019 im Badminton fand vom 6. bis zum 10. November 2019 in Guatemala-Stadt statt.

## Sieger und Platzierte
| Disziplin    | Gold                                                 | Silber                                                   | Bronze                                                |
| ------------ | ---------------------------------------------------- | -------------------------------------------------------- | ----------------------------------------------------- |
| Herreneinzel | Job Castillo                                         | Rubén Castellanos                                        | Jose Luis Granados Morales                            |
| Herreneinzel | Job Castillo                                         | Rubén Castellanos                                        | Iván León                                             |
| Dameneinzel  | Diana Corleto Soto                                   | Ana Lucia Albanes Cordon                                 | Sara Michele Barrios Chiong                           |
| Dameneinzel  | Diana Corleto Soto                                   | Ana Lucia Albanes Cordon                                 | Alejandra José Paiz Quân                              |
| Herrendoppel | Jonathan Solís Anibal Marroquín                      | Brandon Alavardo Christopher Martínez                    | Cristian Araya Iván León                              |
| Herrendoppel | Jonathan Solís Anibal Marroquín                      | Brandon Alavardo Christopher Martínez                    | Yeison Esleiter Del Cid Alvarez Antonio Emanuel Ortiz |
| Damendoppel  | Ana Lucia Albanes Cordon Sara Michele Barrios Chiong | Mariana Palacios Castillo Luisa Santizo Alfaro           | Alejandra José Paiz Quân Mariana Isabel Paiz Quan     |
| Mixed        | Brandon Alavardo Alejandra José Paiz Quân            | Yeison Esleiter Del Cid Alvarez Ana Lucia Albanes Cordon | Cristian Araya Camila Macaya                          |
| Mixed        | Brandon Alavardo Alejandra José Paiz Quân            | Yeison Esleiter Del Cid Alvarez Ana Lucia Albanes Cordon | Jonathan Solís Nikte Sotomayor                        |